# Tricholochmaea punctipennis
Tricholochmaea punctipennis is een keversoort uit de familie bladkevers (Chrysomelidae). De wetenschappelijke naam van de soort werd in 1843 gepubliceerd door Mannerheim.